# Alfoz de Santa Gadea
Alfoz de Santa Gadea település Spanyolországban, Burgos tartományban. Alfoz de Santa Gadea Valle de Valdebezana, Alfoz de Bricia, Valderredible, Valdeprado del Río, Las Rozas de Valdearroyo és Arija községekkel határos. Lakosainak száma 101 fő (2024).

## Népesség
A település lakosságának változását az alábbi diagram mutatja:
| Lakosok száma | 168  | 132  | 125  | 115  | 112  | 111  | 97   | 101  | 105  | 101  |
|               | 2001 | 2004 | 2006 | 2009 | 2011 | 2014 | 2016 | 2019 | 2021 | 2024 |